# باربرا جرير
باربرا جرير (بالإنجليزية: Barbara Grier)‏ هي كاتِبة وصحفية أمريكية، ولدت في 4 نوفمبر 1933 في سينسيناتي في الولايات المتحدة، وتوفيت في 10 نوفمبر 2011 في تالاهاسي في الولايات المتحدة.